# Caribou County
Caribou County ist ein County im Bundesstaat Idaho der Vereinigten Staaten. Der Verwaltungssitz (County Seat) ist Soda Springs.

## Geographie
Das County liegt fast im äußersten Südosten von Idaho, grenzt im Osten an Wyoming, ist im Süden etwa 60 km von Utah entfernt und hat eine Fläche von 4658 Quadratkilometern, wovon 84 Quadratkilometer Wasserfläche sind. Es grenzt im Uhrzeigersinn an folgende Countys: Bonneville County, Bear Lake County, Franklin County, Bannock County und Bingham County.

## Geschichte
Caribou County wurde am 11. Februar 1919 aus Teilen des Bannock County gebildet. Benannt wurde es nach den Caribou Mountains.
8 Bauwerke und Stätten des Countys sind im National Register of Historic Places eingetragen.

## Demografische Daten
Nach der Volkszählung im Jahr 2000 lebten im Caribou County 7.304 Menschen in 2.560 Haushalten und 1.978 Familien. Die Bevölkerungsdichte betrug 2 Personen pro Quadratkilometer. Ethnisch betrachtet setzte sich die Bevölkerung zusammen aus 96,14 Prozent Weißen, 0,05 Prozent Afroamerikanern, 0,21 Prozent amerikanischen Ureinwohnern, 0,08 Prozent Asiaten, 0,12 Prozent Bewohnern aus dem pazifischen Inselraum und 2,20 Prozent aus anderen ethnischen Gruppen; 1,19 Prozent stammten von zwei oder mehr Ethnien ab. 3,96 Prozent der Bevölkerung waren spanischer oder lateinamerikanischer Abstammung.
Von den 2.560 Haushalten hatten 39,6 Prozent Kinder unter 18 Jahren, die bei ihnen lebten. 69,3 Prozent davon waren verheiratete, zusammenlebende Paare. 5,2 Prozent waren allein erziehende Mütter und 22,7 Prozent waren keine Familien. 20,4 Prozent waren Singlehaushalte und in 10,3 Prozent lebten Menschen mit 65 Jahren oder älter. Die Durchschnittshaushaltsgröße betrug 2,83 und die durchschnittliche Familiengröße war 3,29 Personen.
31,7 Prozent der Bevölkerung waren unter 18 Jahre alt, 8,2 Prozent zwischen 18 und 24 Jahre, 24,5 Prozent zwischen 25 und 44 Jahre, 22,0 Prozent zwischen 45 und 64 Jahre. 13,6 Prozent waren 65 Jahre oder älter. Das Durchschnittsalter betrug 35 Jahre. Auf 100 weibliche Personen kamen 99,2 männliche Personen. Auf 100 Frauen im Alter von 18 Jahren und darüber kamen 98,6 Männer.
Das jährliche Durchschnittseinkommen der Haushalte betrug 37.609 USD, das Durchschnittseinkommen der Familien 42.630 USD. Männer hatten ein Durchschnittseinkommen von 38.575 USD, Frauen 20.085 USD. Das Prokopfeinkommen betrug 15.179 USD. 7,0 Prozent der Familien und 9,6 Prozent der Einwohner lebten unterhalb der Armutsgrenze.

## Orte im County
- Alexander
- Bancroft
- Bench
- Central
- Chesterfield
- China Hill
- Conda
- Freedom
- Grace
- Hatch
- Henry
- Kinport
- Lago
- Lund
- Niter
- Pebble
- Rose
- Soda Springs
- Talmage
- Turner
- Wayan